# Esteve Terrades Moragues
Esteve Terrades Moragues (1947, Palma, Mallorca), conegut com a Steva Terrades, és un pintor mallorquí pertanyent al moviment Nova Plàstica Mallorquina.
Moragues és fill del pintor Maties Terrades Ensenyat i germà bessó del també pintor Andreu Terrades. Estudià a l'Escola d'Arts Aplicades i Oficis Artístics de Palma, i a la Facultat de Belles Arts de la Universitat de Barcelona. El 1972 realitzà la primera mostra individual a Barcelona. Posteriorment, ha exposat també a Palma i a Madrid. Entre 1973 i 1982, participà en diverses mostres amb col·lectius del moviment Nova Plàstica Mallorquina, com Ensenya-1 i Taller Llunàtic. Feu part de l'exposició itinerant Text. Sound. Image. Small Press Festival 1976, per diferents ciutats europees. El 1975 ideà la publicació Neon de Suro, projectada com un trencament del concepte tradicional de l'obra d'art única i objecte de mercat. En un principi, passà per un període constructivista i treballà amb estructures de fusta articulades. Posteriorment, la seva obra s'ha basat en la relació espai-objecte. Utilitza la tècnica de l'oli. Des de 1985, viu a Barcelona.